# 5. април
5. април (05.04) је 95. дан у години по грегоријанском календару (96. у преступној години). До краја године има још 270 дана.

## Догађаји
- 1242 — У бици на залеђеном Чудском језеру, Руси под командом новгородског кнеза Александра Невског су поразили тевтонске витезове, спречивши их да окупирају северозападне области Русије.
- 1566 — Конвент племића у Хабзбуршкој Низоземској је предало гувернеру Маргарети од Парме петицију којом је тражено да се суспендује Шпанска инквизиција у Низоземској.
- 1722 — Холандски истраживач Јакоб Рогевен је постао први Европљанин који се искрцао на Ускршње острво.
- 1818 — У бици код Маипуа чилеанске и аргентинске трупе поразиле шпанску војску, чиме је обезбеђена независност Чилеа.
- 1841 — У нишком, лесковачком, пиротском и врањском крају избила буна против Турака, позната као "Милојева и Срндакова буна", коју су предводили Милоје Јовановић и Никола Срндак. После борби код Прве Кутине и Горњег Матејевца, 23. априла 1841, Турци у крви угушили буну, многа села спалили, а Јовановића погубили.
- 1881 — Велика Британија у Преторији закључила мировни уговор с Бурима и признала независност јужноафричке републике Трансвал.
- 1887 — Краљ Милан Обреновић наименовао првих 16 чланова Српске краљевске академије основане 1. новембра 1886. Први председник био Јосиф Панчић, а секретар Јован Жујовић. Од 1888. академици сами бирали сталне и дописне чланове.
- 1879 — Чиле је објавио рат Боливији и Перуу, чиме је отпочео Пацифички рат.
- 1902 — На стадиону „Иброкс парк“ у Глазгову погинуло 20, а повређено најмање 200 људи када се срушила трибина током фудбалске утакмице Шкотске и Енглеске.
- 1944 — Савезници по трећи пут бомбардовали Ниш.[1]
- 1945 — Председник привремене владе Југославије Јосип Броз Тито у Москви потписао уговор о пријатељству и узајамној помоћи и послератној сарадњи Совјетског Савеза и Југославије.
- 1951 — Суд у Њујорку осудио на смрт Џулијуса и Етел Розенберг због шпијунаже у корист Совјетског Савеза.
- 1954 — Елвис Пресли снима свој дебитантски сингл That's All Right
- 1955 — Премијер Велике Британије Винстон Черчил поднео оставку, окончавши дугу политичку каријеру која је, уз успоне и падове трајала од почетка 20. века. На положају премијера и лидера Конзервативне странке наследио га шеф дипломатије Ентони Идн.
- 1964 — У лондонском метроу пуштени су у вожњу први возови без возача
- 1971 — Прорадио вулкан Етна у Италији
- 1974 — Отворен Светски трговински центар у Њујорку, који је са 110 спратова у том моменту био највиша зграда на свету.
- 1989 — Влада Пољске легализовала опозициони раднички синдикат „Солидарност“. Основан 1980. као независни синдикат, „Солидарност“ убрзо прерастао у масовни друштвено-политички покрет са око 10 милиона следбеника.
- 1992 — Грађани Сарајева, у жељи да спрече даље националне сукобе, опколили зграду Скупштине БиХ, захтевајући формирање владе националног спаса. На њих пуцали снајпери из оближњих солитера. Погинуло осам, повређено 50 демонстраната.
- 1999 —
  - У ваздушним ударима НАТО-а на Југославију погођен центар Алексинца. Погинуло 17 цивила.
  - Либија предала два своја држављанина оптужена за рушење путничког авиона у 1988. изнад Локербија у Шкотској, када је погинуло 270 путника. Уједињене нације суспендовале санкције против Либије уведене 15. априла 1992.
- 2002 — Председник САД Џорџ Буш позвао Израел да се повуче са палестинских територија и најавио нову мировну мисију на Блиском истоку.
- 2016 — Окончани Сукоби у Нагорно-Карабаху (2016), уз посредство руског председника Владимира Путина и без значајнијих последица.

## Рођења
- 1588 — Томас Хобс, енглески филозоф. (прем. 1642)[2]
- 1883 — Волтер Хјустон, канадски глумац и певач. (прем. 1950)[3]
- 1900 — Спенсер Трејси, амерички глумац. (прем. 1967)[4]
- 1901 — Мелвин Даглас, амерички глумац. (прем. 1981)[5]
- 1908 — Херберт фон Карајан, аустријски диригент. (прем. 1989)[6]
- 1908 — Бети Дејвис, америчка глумица. (прем. 1989)[7]
- 1916 — Грегори Пек, амерички глумац. (прем. 2003)[8]
- 1926 — Роџер Корман, амерички глумац, редитељ, продуцент и сценариста. (прем. 2024) [9]
- 1929 — Ивар Јевер, норвешко-амерички физичар, добитник Нобелове награде за физику (1973).[10]
- 1932 — Бора Ћосић, српско-хрватски књижевник, есејиста и преводилац.[11]
- 1947 — Драгомир Рацић, српски фудбалски голман. (прем. 2019)
- 1950 — Предраг Манојловић, српски глумац.[12]
- 1950 — Агнета Фелтског, шведска музичарка и глумица, најпознатија као чланица групе ABBA.[13]
- 1952 — Мич Пилеџи, амерички глумац.[14]
- 1958 — Јохан Крик, јужноафричко-амерички тенисер.[15]
- 1961 — Андреа Арнолд, енглеска редитељка, сценаристкиња, продуценткиња и глумица.[16]
- 1972 — Иван Јевтовић, српски глумац и музичар.[17]
- 1973 — Фарел Вилијамс, амерички музичар, музички продуцент и модни дизајнер.[18]
- 1976 — Симоне Инзаги, италијански фудбалер и фудбалски тренер.[19]
- 1976 — Фернандо Моријентес, шпански фудбалер и фудбалски тренер.[20]
- 1977 — Јонатан Ерлих, израелски тенисер.[21]
- 1979 — Имани, француска музичарка и модел.[22]
- 1979 — Тимо Хилдебранд, немачки фудбалер.[23]
- 1980 — Марио Касун, хрватски кошаркаш.[24]
- 1980 — Јорис Матијсен, холандски фудбалер.[25]
- 1981 — Том Рајли, енглески глумац, редитељ и продуцент.[26]
- 1982 — Хејли Атвел, енглеска глумица.[27]
- 1982 — Лејси Дувал, америчка порнографска глумица.[28]
- 1984 — Дејан Келхар, словеначки фудбалер.[29]
- 1989 — Џастин Холидеј, амерички кошаркаш.[30]
- 1989 — Лили Џејмс, енглеска глумица.[31]
- 1990 — Ријана Рајан, америчка порнографска глумица.[32]
- 1991 — Марија Бергам, српска глумица.[33]
- 1993 — Скоти Вилбекин, америчко-турски кошаркаш.[34]
- 1993 — Страхиња Гавриловић, српски кошаркаш.[35]
- 1994 — Марко Тепавац, српски тенисер.[36]
- 2000 — Никола Крстовић, црногорски фудбалер.[37]

## Смрти
- 1794 — Жорж Дантон, француски револуционар (рођ. 1759)[38]
- 1865 — Корнелије Станковић, српски композитор, пијаниста и хоровођа (рођ. 1831)[39]
- 1958 — Исидора Секулић, српска књижевница. (рођ. 1877)[40]
- 1923 — Џорџ Херберт, 5. гроф од Карнарвона, енглески египтолог и археолог. (рођ. 1866)[41]
- 1975 — Чанг Кај Шек, кинески генерал и политичар  (рођ. 1887)[42]
- 1976 — Хауард Хјуз, амерички филмски продуцент, авијатичар и конструктор летилица. (рођ. 1905)[43]
- 1994 — Курт Кобејн, певач групе Нирвана (рођ. 1967)[44]
- 1997 — Ален Гинзберг, амерички писац. (рођ. 1926)[45]
- 1999 — Нада Шкрињар, југословенска и хрватска глумица. (рођ. 1923)[46]
- 1999 — Иван Хетрих, југословенски и хрватски редитељ. (рођ. 1921)[47]
- 2005 — Сол Белоу (Соломон Белоуз), амерички књижевник, нобеловац. (рођ. 1915)[48]
- 2008 — Чарлтон Хестон (Џон Чарлс Картер), амерички филмски глумац. (рођ. 1924)[49]
- 2022 — Нехемија Персоф, амерички глумац и сликар. (рођ. 1919)[50]

## Празници и дани сећања
- Српска православна црква слави:
  - Свештеномученика Никона
  - Преподобног Никона Печерског